# 世襲足媛
世襲足媛（日语：／ Yosotarashi-hime）為日本第五代孝昭天皇的皇后，天忍男命之女、瀛津世襲之妹，又名日置姬。孝昭天皇即位第29年正月被立為皇后，生天足彥國押人命、孝安天皇。孝安天皇即位後，尊為皇太后。

## 來源
- 大日本史卷之七十九 列傳第一 后妃一 （页面存档备份，存于）

| 前任： 天豐津媛命 | 日本皇后 孝昭年間 | 繼任： 押媛 |